# Alchemilla bungei
Alchemilla bungei är en rosväxtart som beskrevs av Sergei Vasilievich Juzepczuk. Alchemilla bungei ingår i släktet daggkåpor, och familjen rosväxter. Inga underarter finns listade i Catalogue of Life.